# Matheus Cunha Queiroz
Matheus Cunha Queiroz, más conocido como Matheus Cunha (Tupi Paulista, 24 de mayo de 2001), es un futbolista brasileño, juega como portero y su actual club es el Flamengo de la Serie A.

## Carrera
Nacido en Tupi Paulista, en el estado de São Paulo, participó en una 'prueba' en Flora Rica a los 11 años y llamó la atención de los ojeadores del São Paulo. Pasaron dos años yendo y viniendo a São Paulo para evaluaciones, y a finales de 2014 recibió una respuesta positiva y comenzó a formar parte de las categorías juveniles del club, jugando en el sub-13.
A pesar de ser aprobado para unirse a las categorías juveniles del São Paulo, no tenía dinero para los gastos de viaje ni para su equipamiento de entrenamiento. Fue entonces cuando los habitantes de su ciudad natal se conmovieron con su situación y decidieron organizarse y recaudar fondos para que el joven pudiera convertirse en futbolista profesional.
Permaneció en la cantera del São Paulo durante siete años antes de ser traspasado al Flamengo en 2021.

### Flamengo
En 2021, llegó al Flamengo y se convirtió en el portero titular del equipo sub-20, participando en 25 partidos durante la temporada, incluyendo el Campeonato Carioca sub-20 y el Campeonato Brasileño sub-20, en los que solo encajó 14 goles. Al año siguiente, fue promovido al primer equipo del club. Su debut como jugador profesional tuvo lugar el 26 de enero de 2022, cuando fue titular en una victoria en casa por 2-1 sobre la Portuguesa-RJ, en el Campeonato Carioca de 2022.
Realizó su debut oficial en un partido del Campeonato Brasileño el 7 de mayo de 2023, ingresando como sustituto de Santos después de que el portero sufriera una lesión en una derrota fuera de casa ante el Athletico Paranaense por 2-1, en el Campeonato Brasileño de 2023. Su debut oficial en una competición continental tuvo lugar el 24 de mayo, cuando fue titular en un empate fuera de casa por 1-1 ante el Ñublense, en la Copa Libertadores 2023.
El 6 de junio de 2023, se anunció oficialmente la renovación de su contrato con el Flamengo, el cual será válido hasta finales de 2025.